# Епархия Святого Иосифа в Иркутске
Епа́рхия Свято́го Ио́сифа в Ирку́тске (лат. Diocesis Ircutscanus Sancti Iosephi) — епархия Римско-католической церкви, имеющая центр (кафедру) в Иркутске. Самая большая по площади католическая епархия в мире. К территории епархии относятся регионы Восточной Сибири и Дальнего Востока: республики Хакасия, Тыва, Бурятия и Якутия, Красноярский, Забайкальский, Хабаровский, Приморский и Камчатский края, Амурская и Магаданская области, Еврейская автономная область, Чукотский автономный округ.

## История

### История Римско-католической церкви в Сибири и на Дальнем Востоке в XIX—XX вв.
Появление католиков в Сибири и на Дальнем Востоке связано, в первую очередь, с политической ссылкой XVII—XIX веков. С начала XIX столетия сюда приходят первые католические священники-миссионеры, а в 1820 году учреждается Иркутский приход, включающий огромную территорию Иркутской губернии и Якутской области. В 1836 году возникает приход в Красноярске, в 1866 году — в Николаевске-на-Амуре, который в 1890 году переносится во Владивосток. После революции 1917 года начинается широкомасштабное наступление на религию. Закрываются и разрушаются храмы, репрессируются священники. Не избежала этой участи и Католическая церковь, которая на территории СССР к концу 1930-х годов практически перестаёт существовать.

### Современная история епархии
Образована 18 мая 1999 года как апостольская администратура Восточной Сибири, а с февраля 2002 года — епархия. До 2003 года официальный титул ординария (главы) епархии звучал как «администратор Восточной Сибири и префектуры Карафуто», что вызвало протесты российского правительства. После повышения статуса апостольской администратуры до епархии в 2002 году епископ Ежи Мазур без объяснения причин был выслан из страны. В 2003 году на его место был назначен епископ Кирилл Климович.

## Административное деление и основные приходы
Делится на деканаты:
Иркутский деканат:
- Собор Непорочного Сердца Божией Матери (см. также: Римско-католический костёл (Иркутск))
- Ангарск: Приход Св. Иосифа
- Братск: Приход Св. Кирилла и Мефодия
- Листвянка: Духовный Центр Епархии Святого Иосифа, Дом им. Иоанна Павла II «Единение»
- Слюдянка: Приход Св. Георгия
- Усолье-Сибирское: Приход Св. Рафаила Калиновского; монастырь Сестер Кармелиток Босых
- Улан-Удэ: Приход Святейшего Сердца Иисуса
- Чита: Приход Святых Петра и Павла

Красноярский деканат: 
- Храм Преображения Господня (Красноярск)
- Ачинск: Приход Рождества Пресвятой Богородицы
- Боготол: Приход Святейшего Сердца Иисуса Христа
- Канск: Приход Пресвятой Троицы
- Норильск: Приход св. Иоанна Богослова
- Абакан: Приход Сошествия Святого Духа

Якутский деканат: 
- Алдан: Приход Св. Николая Угодника
- Нерюнгри: Приход Божьего Милосердия
- Якутск: Приход Христа — Солнце Правды

Владивостокский деканат: 
- церковь Пресвятой Богородицы (Владивосток)
- Арсеньев: Приход Благовещения
- Лесозаводск: Приход Посещения Елизаветы Марией
- Находка: Приход Пресвятой Богородицы Тихоокеанской
- Уссурийск: Приход Рождества Христова; Мужская монашеская община Ордена Братьев Меньших св. Франциска Ассизского
- Благовещенск: Приход Преображения Господня
- Хабаровск: Приход Непорочного Зачатия Девы Марии

Магаданский деканат: 
- Магадан: Приход Рождества Христова
- Петропавловск-Камчатский: Приход Святой Терезы Младенца Иисуса
- Южно-Сахалинск: Приход Святого Иакова

## Кафедральный собор
Собор Непорочного Сердца Божией Матери. Строительство началось 10 июня 1999 года, а 8 сентября 2000 года прошло освящение собора.

## Статистика
По официальной статистике Римско-Католической церкви, по состоянию на 2015 год, на 14 970 000 человек, проживающих на территории епархии, 52 500 (0,4 %) являются католиками. На территории епархии действуют 40 священников, то есть на 1 священника приходится 1312 католиков.
| год  | население | население  | население | священники | священники        | священники         | священники                           | постоянные диаконы | монахи  | монахи  | приходы |
| год  | католики  | всего      | %         | всего      | белое духовенство | черное духовенство | число католиков на одного священника | постоянные диаконы | мужчины | женщины | приходы |
| ---- | --------- | ---------- | --------- | ---------- | ----------------- | ------------------ | ------------------------------------ | ------------------ | ------- | ------- | ------- |
| 1999 | 50 000    | 16 000 000 | 0,3       | 23         | 7                 | 16                 | 2173                                 |                    | 20      | 14      | 36      |
| 2001 | 48 700    | 15 500 000 | 0,3       | 38         | 15                | 23                 | 1281                                 |                    | 27      | 40      | 42      |
| 2002 | 49 000    | 15 500 000 | 0,3       | 42         | 18                | 24                 | 1166                                 |                    | 27      | 53      | 46      |
| 2003 | 51 500    | 15 500 000 | 0,3       | 49         | 17                | 32                 | 1051                                 |                    | 42      | 53      | 80      |
| 2004 | 52 000    | 15 500 000 | 0,3       | 39         | 14                | 25                 | 1333                                 |                    | 34      | 55      | 81      |
| 2014 | 52 500    | 14 970 000 | 0,4       | 40         | 12                | 28                 | 1312                                 |                    | 32      | 62      | 42      |

## Епископы
1. Его Преосвященство епископ Ежи Мазур с 11 февраля 2002 по 17 апреля 2003 года
2. Его Преосвященство епископ Кирилл Климович с 17 апреля 2003 года